# Красново (Кирилловский район)
Красново — деревня в Кирилловском районе Вологодской области.
Входит в состав Ферапонтовского сельского поселения, с точки зрения административно-территориального деления — в Ферапонтовский сельсовет.
Расстояние по автодороге до районного центра Кириллова — 37 км, до центра муниципального образования Ферапонтово — 16 км. Ближайшие населённые пункты — Васняково, Шлюз № 4, Лукинское-2, Татарово, Верхняя Гора, Запань-Нова.
По переписи 2002 года население — 25 человек (9 мужчин, 16 женщин). Всё население — русские.